# Pałac w Kucharach (powiat dzierżoniowski)
Pałac w Kucharach (niem. Schloss Kuchendorf) – pałac w przysiółku Kuchary (Jaźwina) w Polsce, w województwie dolnośląskim, w powiecie dzierżoniowskim, w gminie Łagiewniki.
Pałac wzmiankowany w latach 1830, 1845; wzniesiony w drugiej połowie XIX w. dla hrabiego von Oriola (1870). Przebudowany na początku XX w. przez Günthera von Zedlitz und Leipe (1876-1924) na  budynek piętrowy, murowany, trzyskrzydłowy, postawiony na planie litery „H”; nakryty dachami dwuspadowym i mansardowym czterospadowym z lukarnami i wolimi oczami. Fasada głównego korpusu z  trzyosiowym płaskim ryzalitem, zwieńczonym trójkątnym frontonem z kartuszem zawierającym herb von Zedlitz-Leipe.
W gminnej ewidencji zabytków pod numerami 48-53 zostały wpisane:
- zespół pałacowo-parkowy z folwarkiem
- pałac,
- mur z bramą w zespole pałacowym,
- dwie obory (I i II),
- park pałacowy[4].

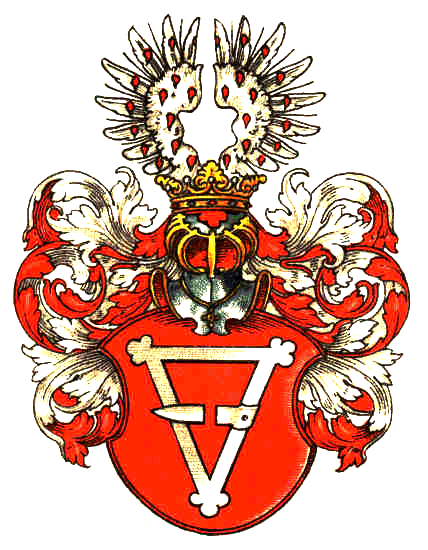
Zedlitz